# Columnea purpusii
Columnea purpusii är en tvåhjärtbladig växtart som beskrevs av Paul Carpenter Standley. Columnea purpusii ingår i släktet Columnea och familjen Gesneriaceae. Inga underarter finns listade i Catalogue of Life.